# Amor real
Amor real (català: L'amor veritable) és una sèrie dramàtica mexicana de televisió emesa per Televisa entre el 9 de juny i el 17 d'octubre del 2003. Protagonitzada per Adela Noriega, Fernando Colunga i Mauricio Islas. El guió és de Caridad Bravo Adams i María Zarattini.
La telenovel·la fou un autèntic èxit de crítica i d'audiència, aconseguí pics d'audiència superiors al 40% i fou la gran triomfadora dels premis de la indústria de 2004. Amb una audiència mitjana de 29,4 punts de ràting i amb un capítol final que arribà als 43%.

## Argument
Aquesta història d'amor centrada en el Mèxic de mitjan segle xix, en les dècades d'inestabilitat. Narra la vida de Matilde, una jove distingida de classe alta que desafia les regles socials en enamorar-se den Adolfo, un militar sense fortuna amb el qual desitja contraure matrimoni. Malauradament, per ordres de la seva mare es casarà amb en Manuel, un ric hisendat. A poc a poc, l'amor de joventut deixarà pas a l'amor veritable que naixerà entre Matilde i Manuel.

## Elenc
| Personatge                                     | Intèrpret           |
| ---------------------------------------------- | ------------------- |
| Matilde Peñalver y Beristain de Fuentes Guerra | Adela Noriega       |
| Manuel Fuentes Guerra                          | Fernando Colunga    |
| Adolfo Solís                                   | Mauricio Islas      |
| Augusta Curiel de Peñalver                     | Helena Rojo         |
| Humberto Peñalver                              | Ernesto Laguardia   |
| Rosario Aranda                                 | Ana Martín          |
| Josefina de Icaza                              | Mariana Levy        |
| Antonia Morales                                | Chantal Andere      |
| Urbano de las Casas                            | Mauricio Herrera    |
| Prudencia Curiel                               | Ana Bertha Espín    |
| Amadeo Corona                                  | Rafael Rojas        |
| Renato Piquet                                  | Mario Iván Martínez |
| Joana de la Corcuera                           | Leticia Calderón    |
| Hilario Peñalver                               | Ricardo Blume       |
| Marianne Bernier/ Marie de la Roquette         | Maya Mishalska      |
| Joana Domínguez                                | Yolanda Mérida      |
| Sixto Valdez                                   | Oscar Bonfiglio     |
| Yves Santibáñez de la Roquette                 | Harry Geithner      |
| Catalina Heredia                               | Kika Edgar          |
| Pilar Piquet                                   | Ingrid Martz        |
| Damiana García                                 | Beatriz Sheridan    |
| Delfino Pérez                                  | Adalberto Parra     |
| Silvano Arzola                                 | Héctor Saez         |
| Ramón Marquez                                  | Carlos Cámara       |